# Tyaughton Creek
Tyaughton Creek är ett vattendrag i Kanada.   Det ligger i provinsen British Columbia, i den sydvästra delen av landet, 3 500 km väster om huvudstaden Ottawa. Tyaughton Creek ligger vid sjön Carpenter Lake.
Trakten runt Tyaughton Creek är nära nog obefolkad, med mindre än två invånare per kvadratkilometer.